# Massimo Piattelli Palmarini
Massimo Piattelli Palmarini (Roma, 29 aprile 1942) è un biochimico e linguista italiano.
Laureatosi e perfezionatosi in fisica, si è occupato di biochimica, filosofia della scienza, scienze cognitive e linguistica.

## Biografia
Figlio di Alberto Piattelli e Marcella Bosco-Palmarini, si laurea in Fisica all'Università di Firenze con Giuliano Toraldo di Francia, dunque consegue nel 1968 il perfezionamento in Fisica all'Università di Roma La Sapienza, specializzandosi in chimica fisica teorica, subito dopo venendo nominato assistente di Alfonso Maria Liquori alla cattedra di chimica fisica dell'Istituto di Chimica della stessa università. Dal 1969 al 1980, è ricercatore in biochimica e biologia all'Istituto Pasteur di Parigi sotto la guida di Jacques Monod e Adriano Buzzati Traverso, quindi docente e direttore di ricerca all'École des hautes études en sciences sociales. Dal 1980 al 1985, insegna filosofia della scienza all'Università di Firenze, quindi, dal 1985 al 1993, è ricercatore e docente al Center for Cognitive Sciences del MIT nel Massachusetts. Ritornato in Italia, dal 1994 al 1999 è all'Università Vita-Salute San Raffaele dove fonda e dirige il Dipartimento di Scienze Cognitive, insegnandovi Psicologia cognitiva. Dal 1999, è professore di scienze cognitive e linguistica all'Università dell'Arizona.
È stato inoltre visiting professor, nonché ha svolto attività di ricerca e di insegnamento, in diverse università italiane (Roma, Bologna, Firenze, Torino, Trieste) e straniere (Parigi, New Jersey, Boston, California, Maryland). 
I suoi interessi di studio e di ricerca hanno riguardato, nel tempo, la biochimica, la filosofia della scienza, quindi le scienze cognitive e la linguistica.
Membro di diverse istituzioni culturali, scientifiche e di ricerca – tra cui l'American Psychological Society, l'American Philosophical Association, la Cognitive Science Society, la Linguistic Society of America – e del comitato redazionale di prestigiose riviste scientifiche internazionali, è noto al grande pubblico per i suoi libri divulgativi, più volte ristampati e tradotti in numerose lingue. Ha scritto un libro su Darwin, assieme a Jerry Fodor nel 2010, in cui espone posizioni critiche al darwinismo.

## Opere principali
- Scienza come cultura: protagonisti, luoghi e idee delle scienze contemporanee, Milano, Mondadori, 1987.
- La voglia di studiare, Milano, Mondadori, 1991.
- L'illusione di sapere, Milano, Mondadori, 1993.
- Ritrattino di Kant ad uso di mio figlio, Milano, Mondadori, 1994.
- L'arte di persuadere, Milano, Mondadori, 1995.
- I linguaggi della scienza, Milano, Mondadori, 2003.
- Psicologia ed economia delle scelte. Quattro lezioni al Collège de France (con Jocelyn Raude), Torino, Codice Edizioni, 2005.
- Le scienze cognitive classiche: un panorama, Torino, Einaudi, 2008.
- What Darwin Got Wrong (con Jerry Fodor), New York, Farrar, Straus & Giroux, 2010 (traduzione italiana: Gli errori di Darwin, Milano, Feltrinelli, 2010, 2011, 2012).
- Chi crediamo di essere, Milano, Mondadori, 2011.
- Il nono giorno della creazione: la nuova rivoluzione nelle scienze del vivente, Milano, Mondadori, 2015.

È inoltre curatore, assieme ad altri, di diversi volumi, nonché ha al suo attivo numerosi articoli e contributi scientifici, oltreché saggi e scritti divulgativi, anche come editorialista di alcune testate giornalistiche nazionali.

## Curatele principali
- L'unité de l'homme. Invariants biologiques et universaux culturels (avec Edgar Morin), Éditions du Seuil, Paris, 1974.
- Théories du langage, théories de l'apprentissage: le débat entre Jean Piaget et Noam Chomsky, Editions du Seuil, Paris, 1979 (American edition: Language and Learning. The Debate between Jean Piaget and Noam Chomsky, Harvard University Press, Cambridge, MA, 1980; English edition by Routledge and Kegan Paul, London, 1980; Spanish translation by Editorial Critica, Barcelona, 1983; Portuguese translation by Editora Cultrix, Sao Paulo, 1983; Italian translation by Jaca Books, Milan, 1991).
- Livelli di realtà, Giangiacomo Feltrinelli Editore, Milano, 1984.
- La conoscenza del linguaggio (con G. Longobardi), Il Saggiatore/Mondadori, Milano, 1990.
- Critica della Ragione Economica. Tre Nobel: McFadden, Kahneman, Smith (con M. Mortellini), Il Saggiatore, Milano, 2005.
- Of Minds and Language. A Dialogue with Noam Chomsky in the Basque Country (with J. Uriagereka and P. Salaburu), Oxford University Press, Oxford, UK, 2009.
- Rich Languages from Poor Inputs (with R.C. Berwick), Oxford University Press, Oxford, UK, 2013.